# 嘉義市公車中山幹線
中山幹線（綠線），為嘉義市公車三條主要公車路線之一，由國光客運營運。由大富路出發後，沿途經過嘉義榮民醫院、嘉義市先期交通轉運中心、嘉義火車站及多間高中職後，終點至嘉義大學校區內。
中山幹線A線（綠A線），延駛至二二八國家紀念公園（劉厝社區），全線於2020年5月21日試營運，2020年6月1日正式通車。
中山快捷（綠B線），接駁嘉中-嘉義車站-文化路口，為一環狀路線，全線於2024年2月16日正式通車。

## 歷史
- 2019年10月：嘉義市政府宣布所管轄的公車路線將全面替換為電動公車，成為全台首創之縣市。[5]
- 2020年4月：中山幹線配置之電動公車交車。[6]
- 2020年5月21日：中山幹線開始試營運，每日各5往返共10班次。[7]
- 2020年6月1日：中山幹線（含A線）全線正式通車。[8]
- 2020年10月30日：新增「劉厝玉山路口」、「中興友愛路口」、「大潤發（博愛路）」3處招呼站，並調整時刻表，嘉義榮民醫院末班車由22:00提早至21:30發車。
- 2021年11月10日：主線延長行駛至「大富路」，沿線新增「劉厝大聖路口」、「劉厝大忠街口」、「劉厝大信路口」3處招呼站。A線則調整延駛路線，不再停靠「劉厝大信路口」，新增「大富大和路口」、「玉山大吉街口」2處招呼站，平日並加開班次。
- 2024年2月16日，中山幹線（綠線）增設中山快捷公車（綠B線）。

## 路線基本資料
- 全程行車里程數：12.7公里（含延駛路線13.9公里）
- 全程行車時間：約60分（含延駛路線約65分）

### 停站
- 參見右方站牌路線圖。

### 收費
- 一段票收費：全票12元、半票6元
- 2025年12月底前刷電子票證(IC卡)免費乘車
- 適用TPASS行政院通勤月票免費乘車

## 車輛配置
- 2020年 成運Master MB120NSE三門電動低地板公車5輛。
- 2020年 成運Master MB090NSE單門電動低底盤公車2輛。

## 周邊
- 北榮教會(彰化銀行站)
- 嘉義東門教會(市政府站)
- 嘉義客運中山站(彰化銀行站)
- 玉山證券嘉義分公司(彰化銀行站)

## 外部連結
- 國光客運（页面存档备份，存于）
- 嘉義市政府交通處（页面存档备份，存于）